# The Breed
The Breed (auch: The Breed – Blutige Meute) ist ein US-amerikanischer Horrorfilm aus dem Jahr 2006. Gedreht wurde in Südafrika. Premiere hatte der Film am 18. Mai 2006 am Cannes Film Market anlässlich des Filmfestivals in Cannes. Es handelt sich um das Regiedebüt von Nicholas Mastandrea, dem langjährigen Regieassistenten von Wes Craven. 

## Handlung
Ein Pärchen, Jenny und Luke, verlieren nach zu viel Alkoholgenuss die Orientierung und erreichen mit ihrem Boot eine ihnen unbekannte Insel. Während Luke im Boot bleibt, begibt sich Jenny auf die Suche nach einer Bar, muss aber bald feststellen, dass diese Inselregion unbewohnt zu sein scheint. Auf dem Rückweg zum Boot wird sie von wilden Hunden angefallen und zerfleischt.
Szenenwechsel: Die Brüder Matt und John, ihr Freund Noah sowie Matts Freundin Nicki und deren Freundin Sara, erreichen mit ihrem Wasserflugzeug die Küste einer Insel. Sie wollen im Strandhaus des vor Jahren verstorbenen Onkels der Brüder einige Tage ausspannen und Partys feiern. Zur Freude aller gesellt sich am Abend ein junger Hund zu ihnen. Als der Welpe plötzlich fauchend das Haus verlässt, folgen ihm Sara und John nach draußen. Dabei wird Sara plötzlich von einem ausgewachsenen Hund angegriffen und gebissen. Da die Verletzung nicht sehr schwer ist, wird dieser Szene nicht allzu viel Bedeutung beigemessen und sie beschließen, ihren Aufenthalt wie vorgesehen weiter zu genießen.
Am nächsten Morgen beschließen die Männer das Innere der Insel zu erkunden, während die beiden Frauen baden gehen. Als sie den schwer verletzten Luke finden und sich plötzlich von Hunden umzingelt sehen, bekommen die Männer Angst. Während die Männer in Panik zurück zur Hütte fliehen, wird Luke von den Hunden zerfleischt. Als die Frauen die flüchtenden Männer und die sie verfolgende Hundemeute sehen, versuchen sie ebenfalls, sich in der Hütte in Sicherheit zu bringen. Sara und Nicki sind jedoch zu langsam und werden von einem Hund angegriffen. John eilt ihnen mit Pfeil und Bogen zu Hilfe, verletzt dabei aber  Nicki. Zurück im Haus werden Nicki und Sara notdürftig verarztet. Die jungen Leute beraten sich und Matt erzählt von einer Hundefarm auf der anderen Seite der Insel, wo früher Blindenhunde ausgebildet wurden. Vor ungefähr einem Jahr wurde die Farm geschlossen, da die Tiere an Tollwut erkrankten. Während sich Noah über das Desaster aufregt, gelingt es einem Hund durch das Fenster ins Haus zu kommen. Er greift Sara an, aber Matt und John töten ihn.
Nach diesen Vorfällen beschließt die Gruppe, umgehend die Insel zu verlassen. Der Fluchtweg zum Flugzeug ist ihnen zunächst durch die Hundemeute versperrt, aber als das Flugzeug vom Anlegesteg abtreibt, da die Hunde das Seil des Flugzeuges durchgebissen haben, wagt John zum Flugzeug zu schwimmen. Doch auch im Flugzeug befinden sich Hunde und es gelingt ihm, gerade noch rechtzeitig mit den anderen die Hütte zu erreichen, bevor die Meute sie erreicht. Da sie das Flugzeug nicht mehr benutzen können, planen sie, mit einem Auto, das sie in der Scheune entdeckt haben, auf die andere Seite der Insel zu fliehen. Sie hoffen, dort eine Fluchtmöglichkeit zu finden. Der ebenerdige Weg ist zu riskant und so begibt sich Nicki mit einer zwischen beiden Gebäuden gespannten Seilrutsche in die Scheune. Doch das Auto springt nicht an, und als die Hunde in die Scheune brechen, schafft es Nicki gerade noch über die Seilrutsche zu fliehen.
Als die Nacht beginnt, hat sich die Gruppe im Haus verschanzt. Als der Strom ausfällt, begibt sich Noah zum Sicherungskasten im Keller und wird dort von einem Hund angegriffen. Als die anderen ihm zu Hilfe eilen wollen, ist er bereits tot. Währenddessen hat es die Meute geschafft ins Haus einzubrechen und so bleibt den Überlebenden nur die Flucht auf den Dachboden. Dabei wird Matt jedoch von einem Hund gebissen.
Anderntags scheinen die Hunde vorerst wieder verschwunden zu sein und so wagen sich die Brüder zur Scheune hinüber. Da das Auto weiterhin nicht anspringt, wollen sie den Motor durch Anschieben zum Laufen bringen. Das Gefälle zur Küste hin scheint dazu ideal zu sein. Im letzten Moment, bevor die Brüder mit dem Auto über die Klippen ins Meer stürzen, läuft der Motor an. Zurück am Haus hat sich Saras Gesundheitszustand jedoch verschlechtert und sie weigert sich, das Haus zu verlassen. Als John sie aus dem Haus tragen will, werden sie von einem Hund angegriffen. Während John sich durch einen Sturz aus dem Fenster nur leicht verletzt, stürzen Sara und der Hund auf einen Pfosten und werden aufgespießt.
Die Überlebenden erreichen die Hundefarm, die von einem hohen Zaun umgeben ist und so vor den Hunden sicher zu sein scheint. Bei der Untersuchung der Räume stoßen sie auf Aufzeichnungen, aus denen hervorgeht, dass damals mit den Tieren genetische Experimente durchgeführt wurden. Außerdem finden sie ein Funkgerät, mit dem sie Hilfe holen wollen. Dazu muss John jedoch auf den Funkturm hinaufsteigen, um die Antenne anzuschließen. Als Nicki das Funkgerät einschaltet, entsteht ein elektrischer Kurzschluss, durch den John vom Turm stürzt. Außerdem bricht im Innern der Anlage ein Feuer aus. John hat sich beim Sturz nur leicht verletzt, wird aber gleich von Hunden angegriffen. Es scheint so, als könne nicht mal der Zaun Schutz bieten. Während draußen die Brüder den Kampf gegen die Hunde aufnehmen, wird Nicki im Labor von den Hunden angegriffen. Ihr gelingt es, die Hunde zu besiegen, indem sie eine Gasflasche zur Explosion bringt. Durch die Druckwelle lassen die Hunde zunächst auch von den Brüdern ab, um kurz darauf ihren Angriff fortzusetzen. Während die Brüder Nicki für tot halten, fährt sie plötzlich mit dem Auto vor und rettet sie. Mit dem Auto gelingt ihnen die Flucht zum Boot der ersten Opfer und sie verlassen die Insel.
Als John sich in eine Koje legen will, springt ihm ein Hund entgegen.

## Kritik
„Tierhorrorfilm im Fahrwasser der Genre-Renaissance, der die längst vertraute Handlung weitgehend solide abspult.“

Die Online-Plattform OutNow.CH beurteilt „The Breed“ als durchaus kreativen Slasher. Positiv wird erwähnt, dass der Film im realistischen Rahmen bleibt und die Hunde keine übernatürlichen Kräfte, sondern einfach etwas mehr Intelligenz erhalten.

## Veröffentlichungen
Der Film ist seit dem 24. Oktober 2006 im Verleih und seit dem 7. Dezember 2006 im Handel erhältlich. Die Kauf- und die Verleihversion der DVD unterscheiden sich in ihrer Ausstattung nicht. Sie enthalten neben einem Making-of unter anderem Hintergrundinformationen und eine Bildergalerie.   